# Sound of My Voice
Pour plus de détails, voir Fiche technique et Distribution.
Sound of My Voice (ou La voix du futur au Québec) est un thriller psychologique américain réalisé par Zal Batmanglij et sorti en 2011.
Il met en scène un couple, Peter Aitken (Christopher Denham) et Lorna Michaelson (Nicole Vicius), dont le projet est de réaliser un documentaire sur une secte en l'infiltrant.
Cette œuvre a reçu l'Octopus d'or du meilleur long métrage fantastique international du Festival européen du film fantastique de Strasbourg de 2012.

## Résumé
Lorna et Peter, deux reporters amateurs, souhaitent infiltrer une secte pour réaliser un documentaire dénonçant ses pratiques.
Après plusieurs entrevues avec des membres, ils sont conviés par le gourou, Maggie (Brit Marling), à se présenter dans le garage d'une villa et d'y attendre de nouvelles instructions.
Après avoir été fouillés et avoir remis leurs effets personnels à un adepte inconnu, ils sont invités à se doucher et à revêtir une tunique d'hôpital. Au terme d'une attente indéterminée, leurs yeux sont bandés, ils sont attachés et conduits, en compagnie d'un autre couple d'impétrants, Christine (Constance Wu) et Lam (Alvin Lam), dans le sous-sol d'une autre villa en vue de leur initiation.
Un adepte, Klaus (Richard Wharton), leur fait effectuer les signes d'identification qui consistent en une poignée de main suivie de plusieurs gestes de reconnaissance. Ils sont alors introduits au sein du groupe et assistent à une prise de sang sur un enfant. Klaus leur demande de ne poser aucune question et leur indique que les premiers moments, s'ils sont les plus difficiles, sont également les plus importants.
Klaus appelle alors Maggie. Les disciples se prosternent et la « déesse » du groupe apparaît. Habillée d'une tunique blanche, couverte d'un voile diaphane, elle entraine derrière elle un appareil d'oxygénation et s'installe parmi ses fidèles.
Ôtant son respirateur et l'étole qui couvre son visage, Maggie invite les participants à l'écouter avec leurs cœurs, à se départir de leur préjugés et à lui accorder la confiance dont elle fait preuve vis-à-vis d'eux en livrant son histoire.
Maggie indique que deux ans auparavant elle s'est retrouvée quasi nue à vagabonder dans les rues sans connaître son identité et qu'ensuite de cette errance elle fut recueillie par Klaus qui l'a remise sur pieds.
Maggie révèle ainsi au groupe qu'elle vient du futur, qu'elle est née en 2054. Elle fait savoir à son auditoire que l'avenir est des plus noirs et qu'ils sont tous "Les Élus" qu'elle a sélectionnés en vue de préparer des lendemains meilleurs.
Peter, dont le scepticisme initial est particulièrement virulent, et Lorna participent aux différents exercices et entraînements ordonnés par le Gourou qui exerce un pouvoir allant jusqu'à obtenir que les couples se désunissent.
Lors d'une séance particulièrement intense, Peter est confronté à des vérités qui bouleversent les évènements.

## Fiche technique
- Titre original : Sound of My Voice
- Titre québécois : La Voix du futur
- Réalisateur : Zal Batmanglij
- Scénaristes : Zal Batmanglij et Brit Marling
- Directeur de la photographie : Rachel Morrison
- Chef monteur : Tamara Meem
- Chef décorateur : Scott Enge
- Décoratrice : Alys Thompson
- Directrices du casting : Danielle Aufiero et Amber Horn
- Chef costumier : Sarah de Sa Rego
- Musique : Rostam Batmanglij
- Producteurs : Brit Marling, Hans C. Ritter et Shelly Surpin
- Producteurs délégués : Jennifer Glynn, Victoria Guenier
- Producteur exécutif : Eric S. Richter
- Société de Production : Skyscraper Films
- Société de distribution : Fox Searchlight Pictures
- Budget : 135 000 US $[2] soit environ 100 000 € en valeur novembre 2011
- Recettes : fin juin 2012 - 405 000 US $[3] soit environ 323 000 € en valeur juin 2012
- Pays d'origine :  États-Unis
- Langue originale : anglais
- Format : Couleur - 35 mm (sphérique) - 1.85 : 1- Son Dolby / Datasat[4]
- Genre : Thriller psychologique
- Durée : 85 minutes
- Dates de sortie[5] : 
  -  États-Unis: 24 janvier 2011 (Festival du film de Sundance)
  -  États-Unis: 27 avril 2012
  -  Canada : 11 mai 2012
  -  Royaume-Uni : 3 août 2012
  -  France le film n'est pas sorti en salle mais a été diffusé le 21 septembre 2012 lors du Festival européen du film fantastique de Strasbourg[1]
  -  Italie : 25 juillet 2013
- Classification :  États-Unis R - Restricted (mineurs de 17 ans accompagnés d'un adulte) selon la Motion Picture Association of America (MPAA)

## Distribution
Légende : VQ = Version québécoise
- Christopher Denham (VQ : Philippe Martin) : Peter Aitken
- Nicole Vicius (VQ : Véronique Clusiau) : Lorna Michaelson
- Brit Marling (VQ : Mélanie Laberge) : Maggie
- Davenia McFadden (VQ : Carole Chatel) : Carol Briggs
- Kandice Stroh (VQ : Élise Bertrand) : Joanne
- Richard Wharton : Klaus
- Christy Myers : Mel
- Alvin Lam : Lam
- Constance Wu : Christine
- Matthew Carey : Lyle
- Jacob Price : PJ
- David Haley : O'Shea
- James Urbaniak : M. Pritchett
- Avery Pohl : Abigail Pritchett
- Kyle Hacker : Lucas

## Récompenses
- 2012 : Festival européen du film fantastique de Strasbourg : Octopus d'or[1].

## Réception
Le film n'est pas sorti en France mais a fait l'objet de résumé sur les sites notamment de Télérama et Première (textes identiques),. Un article plus long et plus approfondi a été rédigé par Manohla Dargis et publié dans le New York Times.